# Filipa z Coucy
Filipa z Coucy (francouzsky Philippa de Coucy, duben 1367 Anglie - říjen 1411) byla hraběnka z Oxfordu a vnučka anglického krále Eduarda III.

## Život
Byla mladší dcerou Enguerranda z Coucy a Isabely Anglické a narodila se na jaře 1367 během pobytu svých rodičů na anglickém královském dvoře. Pojmenována byla po své babičce. Dětství trávila společně s matkou na dědově dvoře, roku 1371 byla zasnoubena s Robertem, jediným synem hraběte Tomáše z Vere. 5. října 1376 se konala svatba. V roce 1378 se stala nositelkou Podvazkového řádu a o rok později po matčině nenadálé smrti zdědila veškeré otcovy anglické državy, protože ten se roku 1377 vymanil z dvojího vazalství a vypověděl mladému králi Richardovi manskou přísahu.
Manželství se stal osudným Robertův románek s českou dvorní dámou královny Anny, Anežkou. Záletný manžel Filipu opustil a královský pár se za něj dokonce přimlouval u papeže, aby byl sňatek anulován, čímž proti sobě popudil domácí šlechtu. Český doprovod pak musel Anglii opustit a Robert zemřel ve vyhnanství. Bezdětná Filipa zůstala v domácnosti své tchyně, udržovala vztah na dálku s otcem, který zemřel v zajetí po prohrané bitvě u Nikopole, v níž výkvět francouzského rytířstva bezhlavě zaútočil na armádu sultána Bajezída. Poté se na přání krále stala společnicí nové královny Isabely z Valois, měla na starosti její vzdělávání a doprovázela ji při návratu do Francie. Zemřela v říjnu 1411.